# Le tombe dei resuscitati ciechi
Le tombe dei resuscitati ciechi (La noche del terror ciego) è un film del 1971 diretto da Amando de Ossorio.
È il primo capitolo della saga dei Templari resuscitati ciechi.

## Trama
A Lisbona si rincontrano sulla spiaggia dopo molto tempo due vecchie amiche, Betty e Virginia. La prima fabbrica manichini; la seconda presenta il suo amico Roger a Betty. Lui e Virginia la invitano in campeggio e per raggiungere il luogo scelgono il treno; Virginia comincia ad essere gelosa di Betty e decide di scendere dal treno ma non c'è nessuna fermata prima del capolinea. Dunque, appena rallenta un po' in una zona di campagna si getta dal treno; Roger attiva il freno di emergenza ma il macchinista non si ferma sostenendo che la ragazza non sa cosa l'aspetta. Virginia trova nelle vicinanze un villaggio abbandonato.
Entra in una casa e vi accende un fuoco e, in compagnia di una radio e di un libro, si mette a dormire sul suo sacco a pelo. Intanto al cimitero del villaggio, dalle tombe resuscitano i morti, alcuni dei quali a cavallo. Virginia si sveglia, apre la finestra e ne vede uno; si mette a strillare ma presto sono molti che l'assediano. Riesce a fuggire su un cavallo, ma loro le vanno dietro, la prendono. Intanto in albergo a Lisbona, Roger e Betty chiedono informazioni sulla zona in cui è scesa Virginia e una cameriera le dice che il paese lì vicino si chiama Berzano, ma che nessuno vi abita più da cento anni.
Roger e Betty decidono allora di affittare due cavalli per andarci. Intanto il macchinista del treno con il figlio vedono Virginia morta su un campo e decidono di andare alla polizia. I due, arrivati a Berzano, rimangono subito a piedi, perché i due cavalli, senza apparente motivo, scappano. Scoprono le tombe dei Templari, trovano il sacco a pelo e una scarpa di Virginia. Trovano anche i poliziotti Martin e Oliveira, che comunicano loro che Virginia è stata assassinata e che devono andare all'obitorio per l'identificazione. All'obitorio, quando Betty vede il cadavere dell'amica, sviene. Il coroner suppone che siano stati almeno una dozzina e che si sia trattato di un rito macabro.
Betty, tornata al lavoro, scopre che una sua dipendente, Nina, ha vissuto a soli tredici chilometri da Berzano: la giovane donna le racconta della leggenda dei Templari ciechi, resi tali perché avevano rinnegato la fede e avevano abbracciato il culto del Diavolo. All'obitorio Virginia si risveglia e uccide con un morso sul collo il sorvegliante. Betty e Roger, intanto, per capire meglio la storia, vanno dal professor Candal, esperto di Medioevo e di Crociate, il quale spiega loro che i templari ritornarono dall'Oriente con una grande conoscenza della magia nera e la possibilità della vita eterna. Il re poi li catturò e li impiccò tutti. Ora, stando a quello che dice il professore, resuscitano ogni notte. Arriva l'ispettore che non crede a una parola detta da Candal e anzi chiede dove si trovi suo figlio Pedro. Il professore gli dice di non saperne più nulla e allora l'ispettore gli rivela che suo figlio è capo di un gruppo di contrabbandieri che operano su un villaggio a sette chilometri da Berzano e che utilizzano la leggenda dei Templari per uccidere.
Sono accusati anche della morte del custode dell'obitorio. Frattanto, Virginia è scappata, trova Nina e la vuole uccidere ma lei riesce a darle fuoco. Roger va al villaggio dei contrabbandieri per parlare con Pedro; lo trova con una sua "amica". Roger trova un'altra scarpa di Virginia proprio al cimitero. Betty e Pedro sentono come un rintocco di una campana; Betty scappa e Pedro assiste alla resurrezione dei Templari. Pedro viene attaccato dai resuscitati e Roger cerca di aiutarlo sparando contro i Templari. Loro uccidono Pedro e attaccano Roger.
Proprio mentre sta per entrare nella casa in cui si erano rifugiate Betty e l'amica di Pedro, gli staccano un braccio con la spada. Betty apre la porta, fa entrare Roger, ma entrano anche i Templari, che uccidono l'amica di Pedro. Roger muore e Betty tenta la fuga e, nonostante zoppichi, raggiunge l'aperta campagna. Proprio in quel momento passa il treno. Lei urla di aiutarla e il figlio del macchinista scende in suo soccorso. Per poco la fa salire sul treno, ma lui muore ucciso dai Templari, i quali, non contenti, uccidono molte persone sul treno. Betty si è nascosta e riesce a raggiungere la stazione più vicina, dove i passeggeri salgono e, vedendo la triste scena, urlano a più non posso.

## Film della saga
- Le tombe dei resuscitati ciechi (1971)
- La cavalcata dei resuscitati ciechi (1973)
- La nave maledetta (1974)
- La notte dei resuscitati ciechi (1975)

## Collegamenti ad altre pellicole
- Le musiche di Antón García Abril verranno riutilizzate nei sequel, in particolare nel secondo capitolo, La cavalcata dei resuscitati ciechi.
- I costumi e il modo di camminare dei Templari verrà ripreso nel film di Jess Franco La mansión de los muertos vivientes.